# Площадь Хенераль Пуэйрредон
Площадь Хенераль Пуэйрредон[уточнить] (исп. Plaza General Pueyrredón) — площадь в городе Буэнос-Айрес, расположенная в районе Флорес. Она известна главным образом под названием Пласа Флорес (Plaza Flores).

## Особенности
Площадь пересекается с двух сторон по диагонали, соединившись на другой стороне. В центре расположена аллея с деревянными скамьями. Вся площадь освещена фонарями и засажена небольшими кустарниками. Весь периметр площади является квадратом в виде решетки. Есть детская площадка.
На проспекте Авенида Ривадавия находится памятник Пуэйрредону и вход в метро.

## Местоположение
Она расположена на проспекте Авенида Ривадавия между улиц Ербал 6900, Фрай Родригес и Артигас.
Она расположена в зоне повышенного автомобильного и пешеходного движения. Перед ней на другой стороне проспекта Ривадавия, находится базилика Сан-Хосе-де-Флорес, которая была свидетелем важных событий в истории города.
Это также крупный транспортный центр. Она расположена в 100 метрах от железнодорожной станции Флорес, железной дороги Ferrocarril Domingo Faustino Sarmiento и здесь проходят 26 автобусных маршрутов (colectivos).
Кроме того здесь находится станция метро Сан-Хосе де Флорес,    линии A практически на самой площади.

## История
Здесь находилась первая из площадей города, сначала в городке Сан-Хосе-де-Флорес в девятнадцатом веке, затем здесь были посажены многочисленные деревья, проложены пешеходные дорожки, которые до сих пор поддерживаются в хорошем состоянии.
Она была официально открыта 28 ноября 1894 года, в качестве городской площади.
В 2003 году она была реконструирована и вновь открыта.
В 2013 году станция метро Сан-Хосе де Флорес открыта в Буэнос-Айресе, с входом, установленным на самой площади.